# Toyotomi Hidenaga
Toyotomi Hidenaga (豐臣秀長 (Phong Thần Tú Trường) 1540–1591) là anh em cùng cha khác mẹ của Toyotomi Hideyoshi, một trong những daimyo hùng mạnh và quan trọng nhất trong thời đại Sengoku ở Nhật Bản. Sau khi cùng tham chiến và giúp đỡ Hideyoshi thắng trận ở tỉnh Kii, Hidenaga giám sát việc xây dựng lâu đài Wakayama năm 1585, bổ nhiệm Tōdō Takatora làm kiến trúc sư trưởng. Ông làm thủ lĩnh đội hộ vệ vài năm sau đó ở tỉnh Satsuma, góp công lớn vào thắng lợi của người anh cùng cha trong chiến dịch ở Kyūshū. Hidenaga được tặng thưởng tỉnh Kii, tỉnh Izumi và tỉnh Yamato, nắm quyền cai quản một triệu koku.
Ông được coi là não bộ và cánh tay phải của Hideyoshi. Ông qua đời ở Yamato Kōriyama, tỉnh Nara.